# وارنکنهاگن
وارنکنهاگن (به آلمانی: Warnkenhagen) یک شهر در آلمان است که در روشتوک واقع شده‌است. وارنکنهاگن  ۳۸۰ نفر جمعیت دارد.